# Llista d'asteroides/171701-171800
| Nom      | Designació provisional | Data de descobriment   | Lloc de descobriment | Descobridor/s  |
| -------- | ---------------------- | ---------------------- | -------------------- | -------------- |
| 171701 - | 2000 SU262             | 25 de setembre de 2000 | Socorro              | LINEAR         |
| 171702 - | 2000 SH280             | 30 de setembre de 2000 | Socorro              | LINEAR         |
| 171703 - | 2000 SC293             | 27 de setembre de 2000 | Socorro              | LINEAR         |
| 171704 - | 2000 SU294             | 27 de setembre de 2000 | Socorro              | LINEAR         |
| 171705 - | 2000 SC302             | 28 de setembre de 2000 | Socorro              | LINEAR         |
| 171706 - | 2000 SE308             | 30 de setembre de 2000 | Socorro              | LINEAR         |
| 171707 - | 2000 SV327             | 30 de setembre de 2000 | Socorro              | LINEAR         |
| 171708 - | 2000 TL24              | 2 d'octubre de 2000    | Socorro              | LINEAR         |
| 171709 - | 2000 TC45              | 1 d'octubre de 2000    | Socorro              | LINEAR         |
| 171710 - | 2000 TD51              | 1 d'octubre de 2000    | Socorro              | LINEAR         |
| 171711 - | 2000 TR63              | 3 d'octubre de 2000    | Socorro              | LINEAR         |
| 171712 - | 2000 UO8               | 24 d'octubre de 2000   | Socorro              | LINEAR         |
| 171713 - | 2000 UC20              | 24 d'octubre de 2000   | Socorro              | LINEAR         |
| 171714 - | 2000 UW42              | 24 d'octubre de 2000   | Socorro              | LINEAR         |
| 171715 - | 2000 UD43              | 24 d'octubre de 2000   | Socorro              | LINEAR         |
| 171716 - | 2000 UD57              | 25 d'octubre de 2000   | Socorro              | LINEAR         |
| 171717 - | 2000 UP59              | 25 d'octubre de 2000   | Socorro              | LINEAR         |
| 171718 - | 2000 UQ69              | 25 d'octubre de 2000   | Socorro              | LINEAR         |
| 171719 - | 2000 UN85              | 31 d'octubre de 2000   | Socorro              | LINEAR         |
| 171720 - | 2000 US92              | 25 d'octubre de 2000   | Socorro              | LINEAR         |
| 171721 - | 2000 UW93              | 25 d'octubre de 2000   | Socorro              | LINEAR         |
| 171722 - | 2000 UH109             | 31 d'octubre de 2000   | Socorro              | LINEAR         |
| 171723 - | 2000 VG13              | 1 de novembre de 2000  | Socorro              | LINEAR         |
| 171724 - | 2000 WG                | 16 de novembre de 2000 | Kitt Peak            | Spacewatch     |
| 171725 - | 2000 WW15              | 21 de novembre de 2000 | Socorro              | LINEAR         |
| 171726 - | 2000 WO21              | 21 de novembre de 2000 | Needville            | Needville      |
| 171727 - | 2000 WT24              | 20 de novembre de 2000 | Socorro              | LINEAR         |
| 171728 - | 2000 WX25              | 21 de novembre de 2000 | Socorro              | LINEAR         |
| 171729 - | 2000 WE31              | 20 de novembre de 2000 | Socorro              | LINEAR         |
| 171730 - | 2000 WX50              | 20 de novembre de 2000 | Socorro              | LINEAR         |
| 171731 - | 2000 WD56              | 20 de novembre de 2000 | Socorro              | LINEAR         |
| 171732 - | 2000 WR65              | 28 de novembre de 2000 | Kitt Peak            | Spacewatch     |
| 171733 - | 2000 WD71              | 19 de novembre de 2000 | Socorro              | LINEAR         |
| 171734 - | 2000 WY76              | 20 de novembre de 2000 | Socorro              | LINEAR         |
| 171735 - | 2000 WT94              | 21 de novembre de 2000 | Socorro              | LINEAR         |
| 171736 - | 2000 WQ97              | 21 de novembre de 2000 | Socorro              | LINEAR         |
| 171737 - | 2000 WA98              | 21 de novembre de 2000 | Socorro              | LINEAR         |
| 171738 - | 2000 WB110             | 20 de novembre de 2000 | Socorro              | LINEAR         |
| 171739 - | 2000 WG115             | 20 de novembre de 2000 | Socorro              | LINEAR         |
| 171740 - | 2000 WH115             | 20 de novembre de 2000 | Socorro              | LINEAR         |
| 171741 - | 2000 WX119             | 20 de novembre de 2000 | Socorro              | LINEAR         |
| 171742 - | 2000 WF177             | 27 de novembre de 2000 | Socorro              | LINEAR         |
| 171743 - | 2000 WD184             | 30 de novembre de 2000 | Anderson Mesa        | LONEOS         |
| 171744 - | 2000 WU195             | 20 de novembre de 2000 | Socorro              | LINEAR         |
| 171745 - | 2000 XU                | 1 de desembre de 2000  | Kitt Peak            | Spacewatch     |
| 171746 - | 2000 XT18              | 4 de desembre de 2000  | Socorro              | LINEAR         |
| 171747 - | 2000 XU30              | 4 de desembre de 2000  | Socorro              | LINEAR         |
| 171748 - | 2000 YM2               | 19 de desembre de 2000 | Socorro              | LINEAR         |
| 171749 - | 2000 YG5               | 20 de desembre de 2000 | Socorro              | LINEAR         |
| 171750 - | 2000 YS10              | 22 de desembre de 2000 | Socorro              | LINEAR         |
| 171751 - | 2000 YB17              | 22 de desembre de 2000 | Socorro              | LINEAR         |
| 171752 - | 2000 YZ21              | 29 de desembre de 2000 | Desert Beaver        | W. K. Y. Yeung |
| 171753 - | 2000 YN22              | 28 de desembre de 2000 | Kitt Peak            | Spacewatch     |
| 171754 - | 2000 YB24              | 28 de desembre de 2000 | Kitt Peak            | Spacewatch     |
| 171755 - | 2000 YR43              | 30 de desembre de 2000 | Socorro              | LINEAR         |
| 171756 - | 2000 YH59              | 30 de desembre de 2000 | Socorro              | LINEAR         |
| 171757 - | 2000 YK59              | 30 de desembre de 2000 | Socorro              | LINEAR         |
| 171758 - | 2000 YZ83              | 30 de desembre de 2000 | Socorro              | LINEAR         |
| 171759 - | 2000 YR92              | 30 de desembre de 2000 | Socorro              | LINEAR         |
| 171760 - | 2000 YU97              | 30 de desembre de 2000 | Socorro              | LINEAR         |
| 171761 - | 2000 YR98              | 30 de desembre de 2000 | Socorro              | LINEAR         |
| 171762 - | 2000 YT108             | 30 de desembre de 2000 | Socorro              | LINEAR         |
| 171763 - | 2000 YM110             | 30 de desembre de 2000 | Socorro              | LINEAR         |
| 171764 - | 2000 YP110             | 30 de desembre de 2000 | Socorro              | LINEAR         |
| 171765 - | 2000 YO131             | 30 de desembre de 2000 | Desert Beaver        | W. K. Y. Yeung |
| 171766 - | 2000 YY143             | 29 de desembre de 2000 | Anderson Mesa        | LONEOS         |
| 171767 - | 2001 AW8               | 2 de gener de 2001     | Socorro              | LINEAR         |
| 171768 - | 2001 AW22              | 3 de gener de 2001     | Socorro              | LINEAR         |
| 171769 - | 2001 AD40              | 3 de gener de 2001     | Anderson Mesa        | LONEOS         |
| 171770 - | 2001 AO51              | 15 de gener de 2001    | Kitt Peak            | Spacewatch     |
| 171771 - | 2001 AM53              | 4 de gener de 2001     | Socorro              | LINEAR         |
| 171772 - | 2001 BN9               | 19 de gener de 2001    | Socorro              | LINEAR         |
| 171773 - | 2001 BJ10              | 17 de gener de 2001    | Oizumi               | T. Kobayashi   |
| 171774 - | 2001 BW18              | 19 de gener de 2001    | Socorro              | LINEAR         |
| 171775 - | 2001 BC20              | 19 de gener de 2001    | Socorro              | LINEAR         |
| 171776 - | 2001 BU21              | 20 de gener de 2001    | Socorro              | LINEAR         |
| 171777 - | 2001 BP22              | 20 de gener de 2001    | Socorro              | LINEAR         |
| 171778 - | 2001 BG24              | 20 de gener de 2001    | Socorro              | LINEAR         |
| 171779 - | 2001 BF40              | 18 de gener de 2001    | Socorro              | LINEAR         |
| 171780 - | 2001 BN41              | 24 de gener de 2001    | Kitt Peak            | Spacewatch     |
| 171781 - | 2001 BG52              | 17 de gener de 2001    | Kitt Peak            | Spacewatch     |
| 171782 - | 2001 BK52              | 17 de gener de 2001    | Kitt Peak            | Spacewatch     |
| 171783 - | 2001 BX62              | 29 de gener de 2001    | Socorro              | LINEAR         |
| 171784 - | 2001 BV67              | 31 de gener de 2001    | Socorro              | LINEAR         |
| 171785 - | 2001 BK70              | 25 de gener de 2001    | Needville            | W. G. Dillon   |
| 171786 - | 2001 BF83              | 21 de gener de 2001    | Socorro              | LINEAR         |
| 171787 - | 2001 CG2               | 1 de febrer de 2001    | Socorro              | LINEAR         |
| 171788 - | 2001 CR3               | 1 de febrer de 2001    | Socorro              | LINEAR         |
| 171789 - | 2001 CJ8               | 1 de febrer de 2001    | Socorro              | LINEAR         |
| 171790 - | 2001 CP14              | 1 de febrer de 2001    | Socorro              | LINEAR         |
| 171791 - | 2001 CZ16              | 1 de febrer de 2001    | Socorro              | LINEAR         |
| 171792 - | 2001 CM33              | 13 de febrer de 2001   | Socorro              | LINEAR         |
| 171793 - | 2001 CW42              | 13 de febrer de 2001   | Socorro              | LINEAR         |
| 171794 - | 2001 DM7               | 16 de febrer de 2001   | Oizumi               | T. Kobayashi   |
| 171795 - | 2001 DX15              | 16 de febrer de 2001   | Socorro              | LINEAR         |
| 171796 - | 2001 DX16              | 16 de febrer de 2001   | Socorro              | LINEAR         |
| 171797 - | 2001 DL18              | 16 de febrer de 2001   | Socorro              | LINEAR         |
| 171798 - | 2001 DW24              | 17 de febrer de 2001   | Socorro              | LINEAR         |
| 171799 - | 2001 DO32              | 17 de febrer de 2001   | Socorro              | LINEAR         |
| 171800 - | 2001 DJ38              | 19 de febrer de 2001   | Socorro              | LINEAR         |